# Теодор Галабов
Теодор (Тодор) Христов Галабов (болг. Теодор (Тодор) Христов Гълъбов; 24 лютого 1870, Стамбул — 4 березня 1935, Софія) — болгарський стенограф, розробник теорії та методики болгарської стенографії. Під його керівництвом створили стандартну болгарську клавіатуру для друкарських машинок. Начальник стенографії Народних зборів Болгарії, викладач історико-філологічного факультету Софійського університету.

## Біографія
Народився 25 лютого 1870 року у Стамбулі. Закінчив 1885 року гімназію в Калофері. Після здобуття вищої освіти працював стенографом. У 1899—1924 роках — начальник стенографічного бюро та стенографічного відділення при Народних зборах Болгарії. Читав лекції зі стенографії у Вільному університеті. Голова екзаменаційної комісії при Міністерстві народної освіти, яка приймала іспити у вчителів зі стенографії. Ініціатор заснування Болгарського стенографічного інституту, директором якого його й призначили. Голова болгарських стенографічних товариств «Габелсбергер» та «Бързопис». Почесний член Іспанської стенографічної федерації з 1907 року, почесний член Міжнародного стенографічного товариства «Габелсбергер» (нім. Gabelsberger). З 13 березня 1923 до 1927 рік — доцент стенографії (запис промов, історія стенографії та методика стенографії) на історико-філологічному факультеті Софійського університету.
У 1893 та 1906—1907 роках Галабов працював редактором й був одним з авторів журналу «Бързопис». У 1903 році був одним з творців «Посібника з загального болгарського стенографічного правопису» (болг. Упътване за общ български стенографски правопис), який випустило Міністерство освіти і науки Болгарії. У 1924—1926 роках — співробітник журналу «Стенографско списание». У 1933 році співпрацював з «Бюлетенем Болгарського стенографічного інституту» (болг. Бюлетин на Българския стенографски институт). Автор книги «Перше стенографічне керівництво» (болг. Първа стенографна читанка).
Галабов також знаний як розробник стандартної болгарської клавіатури для друкарських машинок, яку іноді називають такою ж ергономічною як клавіатура Дворака. Розробка цієї клавіатури датується 1907 роком: Галабов, проаналізувавши 10 тисяч слів з болгарської мови на предмет частотності літер, розробив болгарську клавіатуру для десятипальцевого набору, яка стала стандартом в Болгарії (БДС).
```
ы у е и ш щ к с д з ц
я а о ж г ь т н в м ч
ю й ъ э ф х п р л б
```

Завдяки цій клавіатурі болгари регулярно вигравали міжнародні змагання з машинопису, друкуючи зі швидкістю понад 1000 знаків за хвилину.
Помер 4 березня 1935 року в Софії. 23 березня 2017 року ім'ям Теодора Галабова назвали хребет на Землі Олександра I в Антарктиді.